# Tärendö socken
Tärendö socken ligger i Norrbotten, ingår sedan 1971 i Pajala kommun och motsvarar från 2016 Tärendö distrikt.
Socknens areal är 1 707,90 kvadratkilometer, varav 1 665,20 land. År 2000 fanns här 1 007 invånare. Kyrkbyn Tärendö med sockenkyrkan Tärendö kyrka ligger i socknen.

## Administrativ historik
Tärendö församling bildades 1882 genom en utbrytning ur Pajala församling. Tärendö landskommun bildades 1885 genom utbrytning ur Pajala landskommun. Landskommunen ingår sedan 1971 i Pajala kommun. Församlingen återgick till Pajala församling 2008.
Tärendö utbröts som jordebokssocken ur Pajala mellan 1920 och 1930.
1 januari 2016 inrättades distriktet Tärendö, med samma omfattning som församlingen hade 1999/2000.
Socknen har tillhört fögderier, tingslag och domsagor enligt vad som beskrivs i artikeln Norrbotten.

## Geografi
Tärendö socken ligger kring Kalixälven och Tärendöälven.  Socknen är utanför älvdalarna en myrrik kuperad skogsbygd med höjder som når över 300 meter över havet.

## Fornlämningar
Cirka 40 boplatser från stenåldern är funna och ett tiotal fångstgropar har påträffats.

## Namnet
Namnet (1621 Tärändä) kommer från kyrkorten och är en försvenskning av finländskans Täräntö. Kyrkorten har i sin tur tagit namnet från  Tärendöälven som betyder 'stor älv'.

## Befolkningsutveckling
| Befolkningsutvecklingen i Tärendö socken 1890–1990            | Befolkningsutvecklingen i Tärendö socken 1890–1990 | Befolkningsutvecklingen i Tärendö socken 1890–1990 | Befolkningsutvecklingen i Tärendö socken 1890–1990 | Befolkningsutvecklingen i Tärendö socken 1890–1990 |
| ------------------------------------------------------------- | -------------------------------------------------- | -------------------------------------------------- | -------------------------------------------------- | -------------------------------------------------- |
|                                                               |                                                    |                                                    |                                                    |                                                    |
| År                                                            |                                                    |                                                    | Folkmängd                                          |                                                    |
| 1890                                                          | 1890                                               |                                                    | 1 141                                              |                                                    |
| 1900                                                          | 1900                                               |                                                    | 1 335                                              |                                                    |
| 1910                                                          | 1910                                               |                                                    | 1 517                                              |                                                    |
| 1920                                                          | 1920                                               |                                                    | 1 762                                              |                                                    |
| 1930                                                          | 1930                                               |                                                    | 1 982                                              |                                                    |
| 1940                                                          | 1940                                               |                                                    | 2 216                                              |                                                    |
| 1950                                                          | 1950                                               |                                                    | 2 295                                              |                                                    |
| 1960                                                          | 1960                                               |                                                    | 2 213                                              |                                                    |
| 1970                                                          | 1970                                               |                                                    | 1 813                                              |                                                    |
| 1980                                                          | 1980                                               |                                                    | 1 341                                              |                                                    |
| 1990                                                          | 1990                                               |                                                    | 1 103                                              |                                                    |
| Anm: Källor: Demografiska databasen, CEDAR, Umeå universitet. |                                                    |                                                    |                                                    |                                                    |

### Språk och etnicitet
Nedanstående siffror är tagna från SCB:s folkräkning 1900 och visar inte medborgarskap utan de som SCB ansåg vara av "finsk, svensk eller lapsk stam".
| Årtal | Svenskar | Finnar | Samer | Totalt |
| ----- | -------- | ------ | ----- | ------ |
| 1890  | 52       | 1 053  | 36    | 1 141  |
| 1900  | 29       | 1 280  | 26    | 1 335  |